# Liste der Nummer-eins-Hits in Frankreich (1967)
Diese Liste enthält alle Nummer-eins-Hits in Frankreich im Jahr 1967. Es gab in diesem Jahr 14 Nummer-eins-Singles.
| - Jacques Dutronc – Les playboys - 6 Wochen (26. November 1966 – 6. Januar 1967) - Mireille Mathieu – Paris en colère - 3 Wochen (7. Januar – 27. Januar) - Salvatore Adamo – Inch allah - 7 Wochen (28. Januar – 17. März) - Petula Clark – C'est ma Chanson - 6 Wochen (18. März – 28. April) - Enrico Macias – Les millionaires du dimanche - 1 Woche (29. April – 5. Mai) - Jacques Dutronc – J'aime les filles - 3 Wochen (6. Mai – 26. Mai) - Procol Harum – A Whiter Shade of Pale - 2 Wochen (27. Mai – 9. Juni, insgesamt 11 Wochen) - Salvatore Adamo – Notre roman - 1 Woche (10. Juni – 16. Juni) - Procol Harum – A Whiter Shade of Pale - 9 Wochen (17. Juni – 18. August, insgesamt 11 Wochen) - Sheila – Adios Amor - 2 Wochen (19. August – 1. September, insgesamt 3 Wochen) - Claude François – Mais quand le matin - 2 Wochen (2. September – 15. September) - Scott McKenzie – San Francisco (Be Sure to Wear Flowers in Your Hair) - 1 Woche (16. September – 22. September) - Sheila – Adios Amor - 1 Woche (23. September – 29. September, insgesamt 3 Wochen) - Salvatore Adamo – Une larme aux nuages - 4 Wochen (30. September – 27. Oktober) - Mireille Mathieu – La dernière valse - 2 Wochen (28. Oktober – 10. November, insgesamt 5 Wochen; → 1968) - Sheila – Dans une heure - 8 Wochen (11. November 1967 – 5. Januar 1968) |